# Cuerpo de Bomberos de Maipú
El Cuerpo de Bomberos de Maipú (CBM) corresponde al Cuerpo de Bomberos de Chile que opera en las comunas de Maipú y Cerrillos, en Santiago de Chile. Fue fundado el 21 de mayo de 1954.
Actualmente está conformado por 9 compañías que desarrollan diversas labores, como la extinción de incendios, el rescate vehicular y el manejo de materiales peligrosos.
La jurisdicción del Cuerpo de Bomberos de Maipú abarca 156.2 km², los que contempla las comunas de Maipú y Cerrillos, atendiendo una población total de 586 812 habitantes (2025).
Dentro de sus límites cubre el Hospital el Carmen, 6 estaciones de la línea 5 y 6 del Metro de Santiago,próximamente parte de las estaciones "Tres Poniente" y "Ciudad Satélite" del Metro Tren, además de eventos de gran envergadura efectuadas en la explanada del Parque Bicentenario de Cerrillos como Lollapalooza en los años 2022, 2023 y 2024.
El Cuerpo de Bomberos de Maipú atiende más de 3500 servicios al año, dando un promedio de 9,5 servicios diarios.[cita requerida]

## Historia
Hace más de medio siglo, la comuna de Maipú tenía una población que no superaba los 40 000 habitantes, era un pueblo tranquilo de calles polvorientas y terrenos agrícolas donde no existían muchos incendios, y cuando los había no eran avisados para alertar a la población, por lo que siempre las emergencias pasaban inadvertidas.
En aquella época la comuna abarcaba la jurisdicción actual y además el sector de Cerrillos, la Pila del Ganso o también conocido como Chuchunco (actual Estación Central) y sectores de Lo Espejo, los que eran atendidos por los Bomberos de Santiago, Quinta Normal, La Cisterna y Peñaflor.

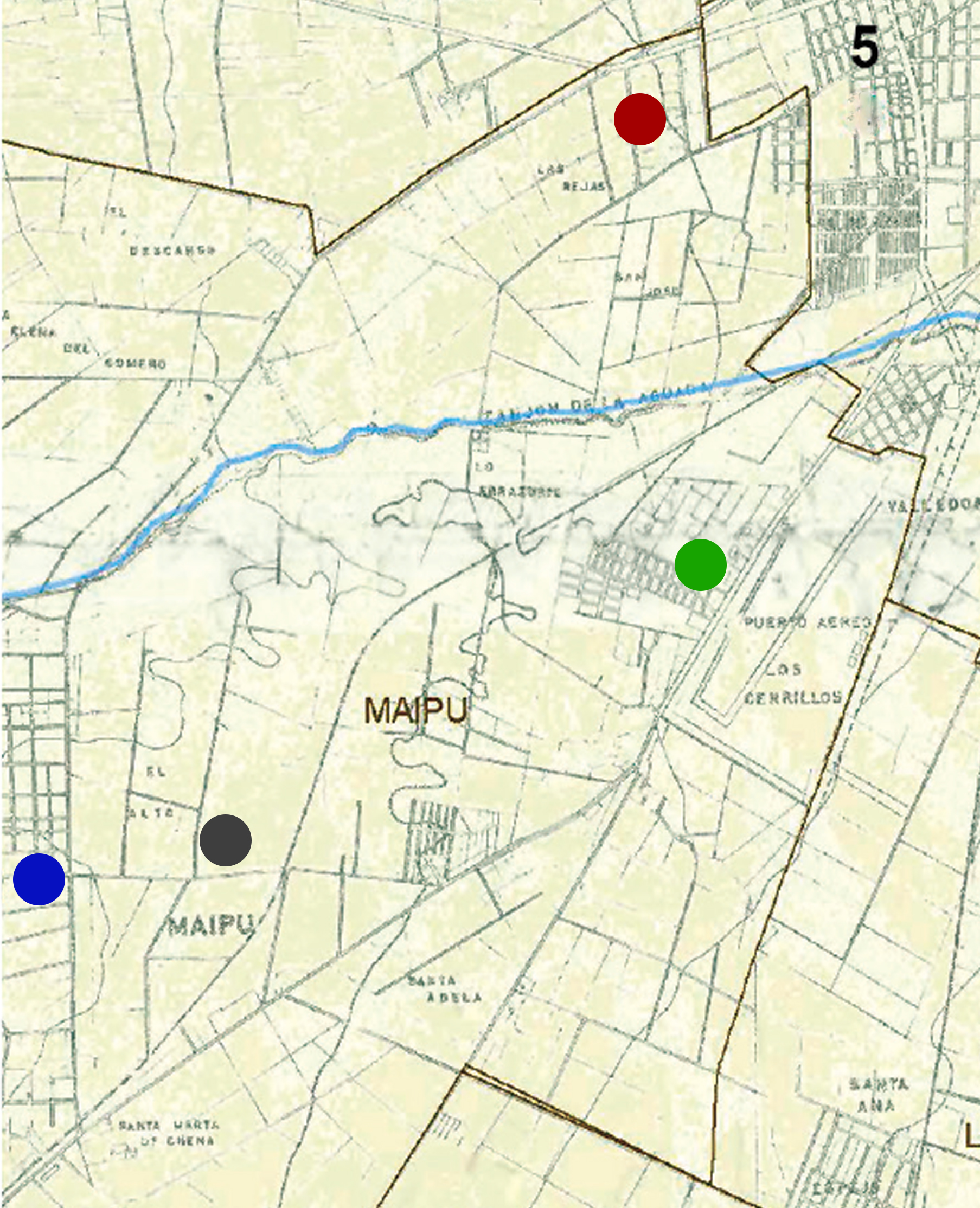
Plano de la Comuna de Maipú con sus límites jurisdiccionales, año 1960. Punto Azul: Primera Compañía, Punto Verde: Segunda Compañía, Punto Gris: Tercera Compañía y Punto Rojo: Cuarta Compañía.

La 1.ª Compañía se formó en la Subcomisaria de Carabineros de Maipú, el Capitán de la unidad policial don Raúl Rojas Rebolledo junto a un grupo de vecinos echaron las bases necesarias y eligieron una directiva provisoria para la reorganización de esta compañía el 1 de diciembre de 1951. Ninguno de estos hombres habían sido parte de un Cuerpo de Bomberos, salvo algunos que eran o fueron parte de una Brigada contra Incendios de la INSA, hoy Goodyear, la industria más grande en aquella época ubicada en Camino a Melipilla y Santa Marta.
La naciente compañía, fue ayudada al principio por la 2.ª Compañía de Bomberos de Lo Espejo, para después ser apadrinada por la 1.ª Compañía de Bomberos de Quinta Normal; con el tiempo brevemente fue parte del Cuerpo de Bomberos de La Cisterna como 4.ª Compañía de Maipú y finalmente fue parte del Cuerpo de Bomberos de Peñaflor conocida como “5.ª Compañía de Maipú”.
A raíz del fallecimiento del Voluntario de la 5.ª Compañía Sr. Eduardo Ramírez Mazzoni en 1953 y la falta de apoyo hacia Maipú, se presentó la idea de separarse de Peñaflor; idea que llegó a los oídos del Cuerpo de Bomberos de Peñaflor, donde la historia cuenta que un día el mismo Cuerpo informó a aquella Quinta Compañía que “formaran su propio Cuerpo de Bomberos”.
El 12 de mayo de 1954 se acuerda en sesión de la 1.ª Compañía la creación del “Cuerpo de Bomberos de Maipú”; pero no fue hasta el 21 de mayo de 1954 cuando se forma la 2.ª Compañía en el Barrio Los Cerrillos cuando se organiza íntegramente y se da el paso a la naciente institución bomberil denominada "Cuerpo de Bomberos de Maipú".
A los dos años de existencia de los Bomberos en la comuna, el 1 de diciembre de 1956, en el sector conocido como “El Alto” un grupo de ex primerinos y vecinos fundan la 3.ª Compañía de Bomberos “Bomba Chile”, bajo el lema “Honor y Sacrificio”.
El 5 de octubre de 1957, en la Villa O'Higgins inserta en la población Las Rejas, vecinos del sector forman la 4.ª Compañía de Bomberos de Las Rejas como unidad mixta de "Escala, Agua y Salvataje" los que finalmente acordaron poner como fecha de inauguración el 12 de octubre del mismo año y constituirse como compañía bajo el lema “La Vida por el Deber”.
A principios de 1969 se funda la “Brigada Robert Kennedy” en la Villa de nombre homónimo, en el sector de la población Las Rejas, en aquella época jurisdicción de la comuna de Maipú, con la finalidad de ser la 5.ª Compañía de Bomberos. Solo se tiene registros de su participación en una competencia del año 1978 y se desconoce el término de sus funciones como brigada, pero se estima que fue a principios de la década de 1980.
El 17 de marzo de 1981, producto de la Ley de Descentralización de comunas, Maipú cedió parte de su jurisdicción (todo el sector de la Pila del Ganso) para crear la comuna de Estación Central la cual comienza a funcionar administrativamente el 1 de febrero de 1985. El Cuerpo de Bomberos de Santiago agregó a Estación Central dentro de su jurisdicción, acto que afectó a la 4.ª Compañía, quien fuera la primera respuesta de ese sector, provocando intentar crear un “Modus Vivendis” entre 1985 y 1986 para atender el sector sin desplazar la 4.ª Compañía a otro lugar.

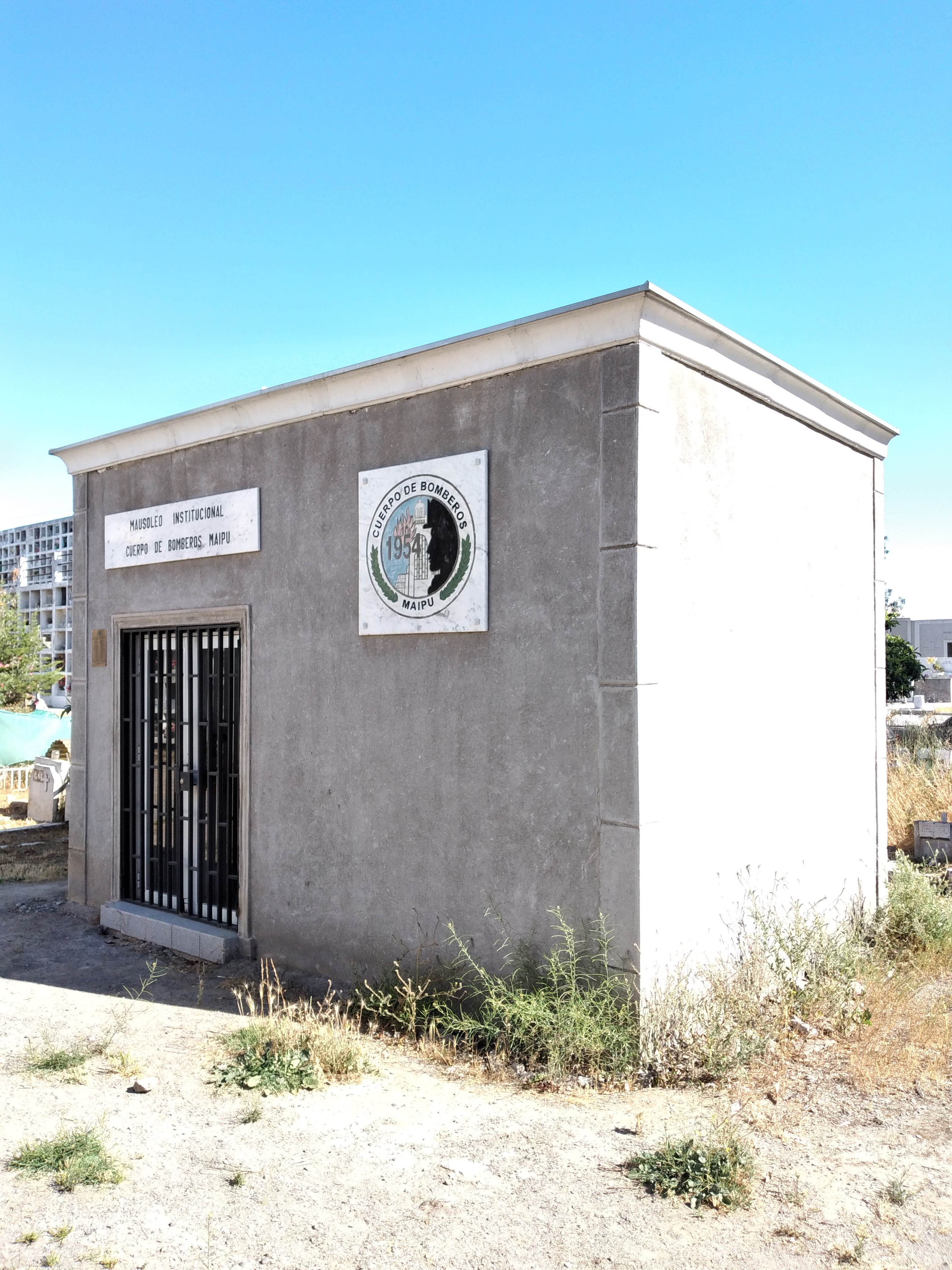
Mausoleo institucional en el Cementerio Católico de Maipú.

En 1984 y 1985, ante la creciente expansión demográfica, en el sector de la Villa el Abrazo, por Camino a Melipilla, al sur poniente de la comuna, se comienza a crear una Brigada contra Incendios, la cual después de mucho esfuerzo se funda el 8 de diciembre de 1986 como “5.ª Compañía de Bomberos en Formación”, siendo la primera brigada de bomberos en volverse una "compañía en formación" en la historia del Cuerpo.
Hasta 1987 el Cuerpo de Bomberos de Maipú atendía más de 1000 servicios al año, con la 1.ª y 3.ª en el centro, la 2.ª en Los Cerrillos y la 4.ª en Las Rejas conformaban un grupo de valerosos bomberos dispuestos a salvar la vidas y bienes de todos los Maipucinos, con sus especialidades ya definidas, abarcando tanto incendios estructurales residenciales como industriales producto del fuerte espacio industrial de Camino a Melipilla, además del incremento del parque automotriz en la comuna produciendo los primeros “rescates vehiculares”, los salvamentos en silos, los peligrosos incendios de pastizales y las inundaciones producto de las fuertes lluvias en invierno también eran parte de las emergencias que se producían en su radio de acción.
Aquella época también fue marcada por grandes emergencias y creó una identidad para cada compañía. Lo más recordado por sus bomberos son los nombres de las máquinas, conocidos como la Bomba “Dino” de la 1.ª, la Bomba “Muñeca” de la 2.ª, la Bomba “Condorito” de la 3.ª y el Portaescalas “REO” de la 4.ª.
En enero de 1987, ante diversos sucesos el Cuerpo de Bomberos de Maipú toma la determinación de retirar la 4.ª Compañía desde Las Rejas y trasladarla definitivamente hasta la Villa el Abrazo, dejando nula la formación de la 5.ª, pasando a ser la 4.ª Compañía de Bomberos “La Vida por el Deber” Villa el Abrazo de Maipú.
A principios de la década de 1990, nuevamente ante la gran expansión demográfica de la comuna, pasando a ser una de las más habitadas, hacen necesaria la creación de la 5.ª Compañía “Bomba el Alcázar” en la Ciudad Satélite, un proyecto de miniciudad en la periferia de la comuna, fundada un 14 de octubre de 1990, poniéndose en servicio definitivo como compañía el 1 de julio de 1991.
El 2 de julio de 1991 comienza a funcionar administrativamente la comuna de Cerrillos, la que pasa a integrarse a la jurisdicción del Cuerpo de Bomberos de Maipú.

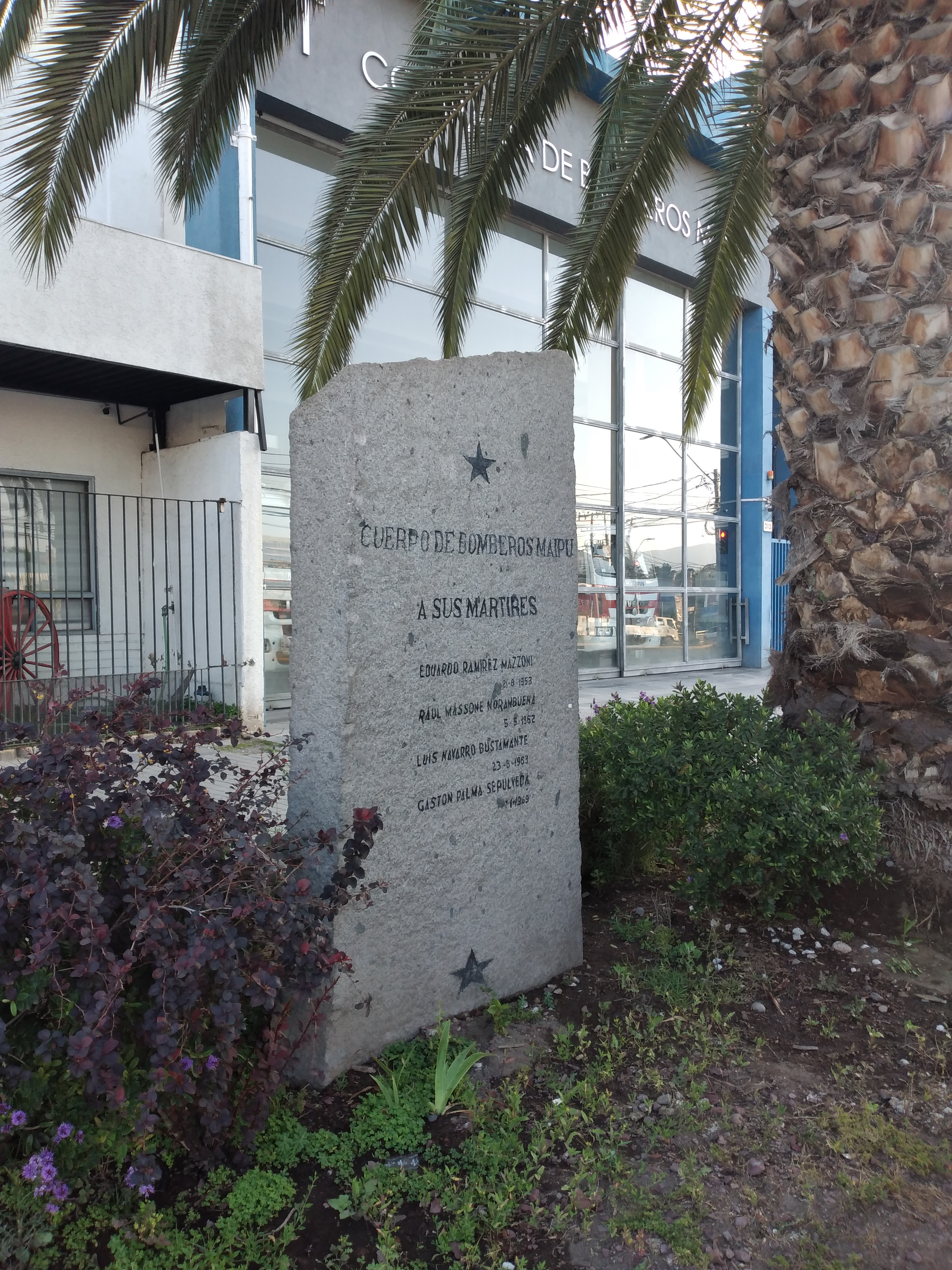
Monolito en honor a los mártires del Cuerpo de Bomberos de Maipú, situado frente al cuartel de la 1.ª Compañía.

El 29 de marzo de 1991 un grupo de vecinos y ex bomberos fundan la 6.ª Compañía como “Brigada los Héroes” en la villa de nombre homónimo, debido a la tardía respuesta de las compañías existentes. Fue puesta en servicio como compañía un 25 de marzo de 1995 bajo el lema “Esfuerzo y Voluntad”.
A finales de la década de 1980 y principios de la década de 1990 debido al incremento de los accidentes vehiculares y el parque automotriz en la comuna, la Primera y Tercera Compañía adquieren el concepto de compañías de “Rescate”, adquiriendo materiales y máquinas para realizar rescates vehiculares.
A mediados de la década de 1990 la 4.ª Compañía se vuelve pionera en el salvamento mediante cuerdas y el salvamento en agua denominándolo finalmente en el año 2000 simplemente como “Salvamento”, para diferenciarse del concepto de Rescate.
Con el mismo fin de la 1.ª y 3.ª, la 5.ª compañía a mediados de los 2000 se vuelve compañía de Rescate vehicular.
La 2.ª Compañía en el año 2001 se vuelve compañía de Control de Materiales Peligrosos, también conocido como Hazmat, debido a la gran cantidad de emergencias con químicos ya sea en incendios como en rescates.
El 5 de febrero de 1995 en el sector de la Villa los Claveles, un grupo de vecinos debido a un gran incendio, fundan a petición del Cuerpo la Brigada de Bomberos “Pucará”, que desde el 24 de noviembre del 2001 es puesta en servicio y denominada como 7.ª Compañía “Bomba Pucará”. La 5.ª fue la primera compañía en Maipú que integró a una mujer dentro de sus filas un 4 de octubre de 1998.
El 16 de mayo de 1999 se funda la 8.ª Compañía como “Brigada Rinconada”, acortando los tiempos de respuesta en el sector poniente de Maipú, lo que termina de formar las nuevas compañías noventeras, estableciendo un gran cuerpo de bomberos de más de 350 hombres y mujeres, la Octava fue finalmente puesta en servicio como compañía en el año 2009.
En el año 2010, después de un proceso de adquisición de especialidades por la Comandancia, la 6.ª Compañía se vuelve compañía de Rescate Vehicular y la 7.ª Compañía se vuelve compañía de Escala, reforzando aquellas áreas de trabajo donde se hacía indispensable tal especialización.
Tuvieron que pasar 16 años para que un grupo de ex bomberos de la 4.ª y 6.ª Compañía más vecinos formarán la Brigada José Miguel Carrera, un 9 de marzo del 2015, en la comuna de cerrillos. Fue puesta en servicio el 17 de septiembre del 2021.
En el año 2016 la 7.ª Compañía obtiene la especialidad de Rescate en Desnivel. En el 2021 la 5.ª Compañía se especializa en Abastecimiento, la 8.ª Compañía en Rescate Vehicular y la 4.ª Compañía en Rescate Agreste.
El 10 de mayo del 2023 se formalizó el paso a Brigada de Bomberos en Formación a la Brigada La Farfana ubicado al norponiente de la comuna, con el objetivo de ser próximamente la 10.ª Compañía, transformándose así como la unidad más nueva del Cuerpo de Bomberos de Maipú.

## Acta de Fundación del Cuerpo de Bomberos de Maipú
En Maipú a 3 semanas del mes de mayo de 1954, en Reunión Solemne presidida por el señor Director de la Primera Compañía, Don Roberto Durán Valenzuela , y con la asistencia de los siguientes oficiales y voluntarios:

Capitán Luis Molina Estay, Teniente Primero Regino Fernández Aguilar, Teniente 2do. Alamiro Castro, Teniente 3ro. Juan Durán Valenzuela, Tesorero J. Miguel Ramírez Soto, Secretario Pedro del Solar Cotapos, Leopoldo Fernández Zumaeta, Ayudante Raúl Castro Fernández, Jacinto Jara Andenas, Hugo Jorquera Chaparro, Servando Maldonado Silva, Juan Rojas Moreira, Alfonso Jara Fuenzalida, Ramón López Ruz, Raúl Durán Valenzuela, Enrique Rivera Ponce, Raúl Medina Moraga, Juan Campos Pesini, Marmaduque Cabrera Ortiz. Aspirantes Ricardo Rivera Huerta Juan Campos Martínez, Robinson Guzmán Pérez, Voluntario Alfonso Martin Dinamarca.
Esta acta tiene por objeto la Fundación del Cuerpo de Bomberos de Maipú, dando cumplimiento al acuerdo de Compañía de fecha 12 de mayo de 1954. El Cuerpo de Bomberos de Maipú se forma a base de la Primera Compañía de Maipú, fundada el día 1 de diciembre de 1951. El Cuerpo de Bomberos de Maipú reconocerá los años de servicios a los voluntarios de la Primera Compañía de Bomberos de Maipú. En esta primera reunión se procederá a elegir los cargos para formar el Primer Directorio del Cuerpo de Bomberos de Maipú, de acuerdo con los reglamentos de los Cuerpos de Bomberos del país.
Verificadas las elecciones, dio el siguiente resultado:
- Superintendente: Don Roberto Durán, con 13 votos.
- Primer Comandante: Don Regino Fernández, con 12 votos.
- Secretario: Don Pedro del Solar, por unanimidad.

Se autoriza al señor Superintendente para reducir a escritura pública esta Acta de Fundación y al mismo tiempo solicitar la personería jurídica del Cuerpo de Bomberos de Maipú.
Se aprueban los estatutos por los cuales se regirá esta Institución
Para constancia firman:
- Roberto Durán Valenzuela (Superintendente)
- Regino Fernández Aguilar (Primer Comandante)
- Pedro del Solar Cotapos (Secretario)

21 de mayo de 1954.

## Compañías

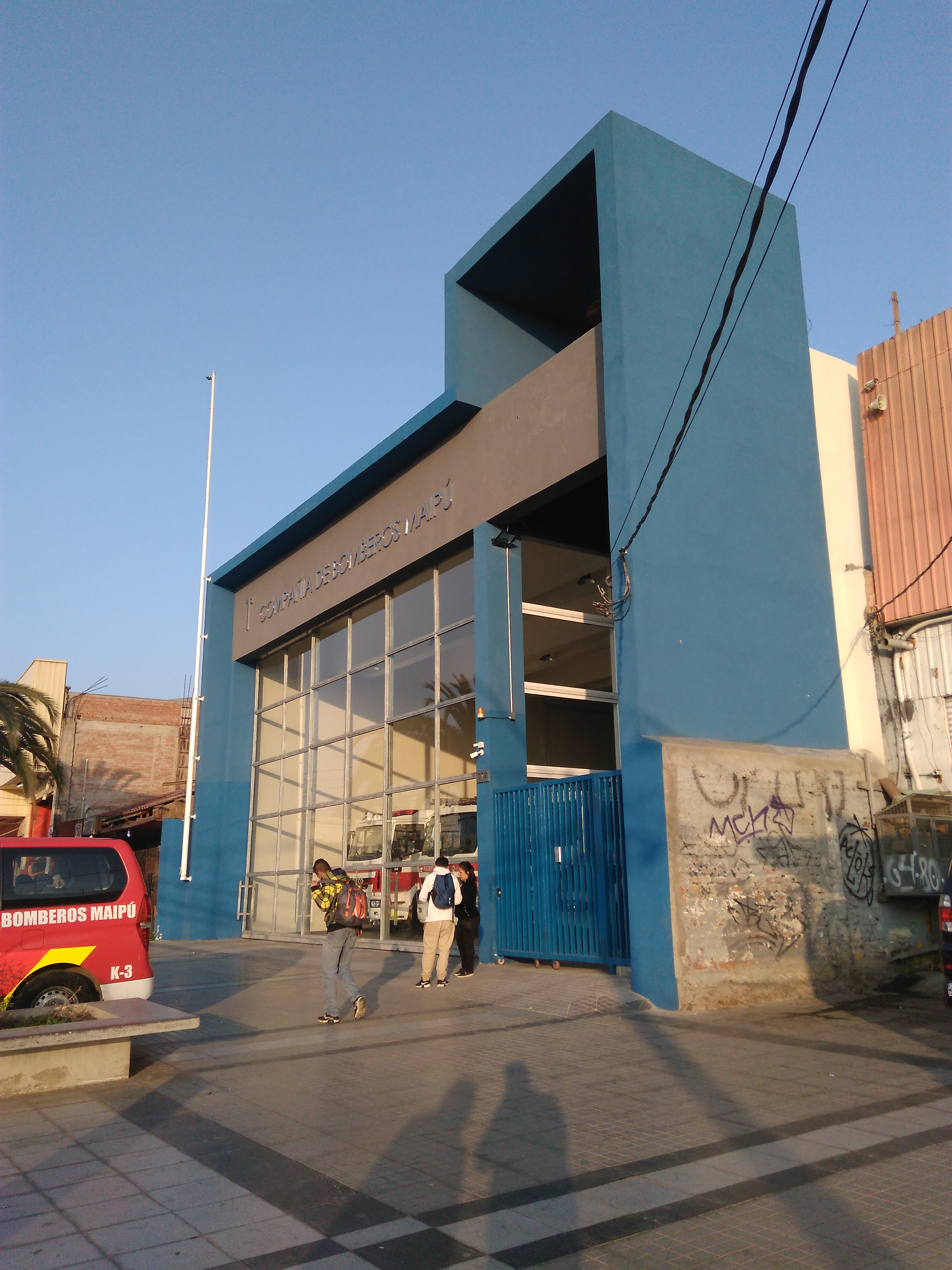
Cuartel de la 1.ª Compañía “Bomba Eduardo Ramírez Mazzoni”, en el año 2019.

El Cuerpo de Bomberos de Maipú está conformado por las siguientes compañías:
| Compañía                                     | Fundación                        | Lema                    | Especialidad                                     | Material Mayor | Cuartel                               |
| -------------------------------------------- | -------------------------------- | ----------------------- | ------------------------------------------------ | -------------- | ------------------------------------- |
| 1.ª Compañía “Bomba Eduardo Ramírez Mazzoni” | 1 de diciembre de 1951 (73 años) | Abnegación y Sacrificio | - Agua - Rescate Vehicular                       | B1, BX1 y R1   | 5 de abril #312 Maipú                 |
| 2.ª Compañía “Bomba Cerillos”                | 21 de mayo de 1954 (71 años)     | ¡A mi Patria!           | - Agua - Haz-Mat - Abastecimiento                | B2, H2 y BT2   | Cerrillos #674 Cerrillos              |
| 3.ª Compañía “Bomba Chile”                   | 1 de diciembre de 1956 (68 años) | Honor y Sacrificio      | - Agua - Rescate Vehicular - Rescate en Desnivel | B3, BX3 y R3   | Maipú #299 Maipú                      |
| 4.ª Compañía                                 | 12 de octubre de 1957 (67 años)  | La Vida por el Deber    | - Escala - Agua - Salvamento - Rescate Agreste   | B4 y Q4        | Cuatro Poniente #600 Maipú            |
| 5.ª Compañía “Bomba El Alcázar”              | 14 de octubre de 1990 (34 años)  | Voluntad y Sacrificio   | - Agua - Rescate Técnico - Abastecimiento        | B5 y RX5       | Av. Parque Central #101 Maipú         |
| 6.ª Compañía “Bomba Los Héroes”              | 29 de marzo de 1991 (34 años)    | Esfuerzo y Voluntad     | - Agua - Rescate Vehicular                       | B6, BX6 y R6   | René Olivares Becerra #1575 Maipú     |
| 7.ª Compañía “Bomba Pucará”                  | 5 de febrero de 1995 (30 años)   | Voluntad y Trabajo      | - Agua - Escalas - Rescate en Desnivel           | B7 y Q7        | El Descanso #690 Maipú                |
| 8.ª Compañía “Bomba Rinconada”               | 16 de mayo de 1999 (26 años)     | La Unión hace la Fuerza | - Agua - Rescate Vehicular                       | B8, Z8 y R8    | Senadora María de la Cruz #3031 Maipú |
| 9.ª Compañía “Bomba José Miguel Carrera”     | 9 de marzo de 2015 (10 años)     | Post Tenebras Lux       | - Agua                                           | B9, Z9 y J9    | Av. Aeropuerto #7611 Cerrillos        |
| Brigada “La Farfana” en formación            | 9 de octubre de 2021 (3 años)    | Lealtad y Sabiduría     | - Por confirmar                                  |                | Av. La Reforma #830 Maipú             |

## Mártires
El Cuerpo de Bomberos de Maipú tiene cuatro mártires:

### Raúl Fernando Massone Norambuena

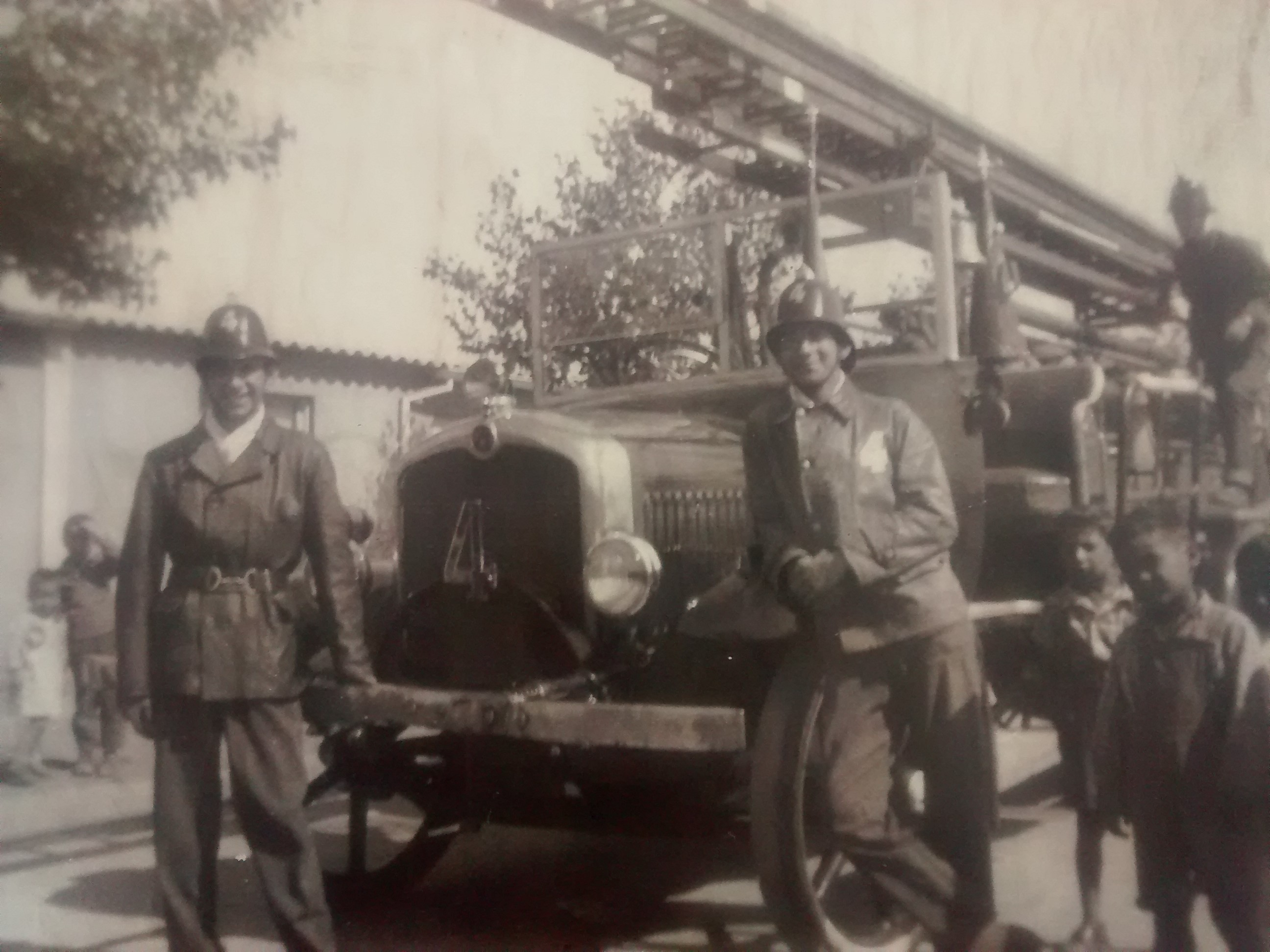
Mártir Raúl Massone Norambuena (a la derecha) junto al carro Portaescalas Mixto Saurer, año 1960.

Voluntario de la 4.ª Compañía «La Vida por el Deber». Dadas sus condiciones personales y como bombero, fue elegido Teniente 1.º en Sesión de Compañía del 4 de febrero de 1962. De acuerdo a lo registrado en el Libro de Guardia de la 4.ª Compañía, a las 15:50 del 5 de mayo de 1962, se recibió una alarma de incendio en la exestación de ferrocarriles de la comuna de Maipú, ubicada en el sector de Av. Pajaritos con Camino a Melipilla. Al toque de la sirena de alarma y debido a la cercanía de su domicilio con el cuartel, el teniente Massone corrió hasta lograr tripular el carro portaescala Saurer del año 1927, asumiendo de inmediato el mando de Oficial a cargo, tomando ubicación en el asiento al costado del conductor.
En el trayecto hacia el siniestro, frente al n.º 1285 de avenida Pajaritos, ante un imprevisto desperfecto, el viejo carro portaescala sufrió una falla en su dirección mecánica, lo que originó la pérdida de su control, colisionando un árbol. Esto provocó un trágico accidente que afectó gravemente al teniente Massone, dejando heridos a otros siete voluntarios que también tripulaban la pesada máquina.
Raúl Massone Norambuena fue trasladado de urgencia en ambulancia a la Posta Central de Santiago, donde falleció a las 16:35 a consecuencia de sus graves heridas.

### Luis Navarro Bustamante
Voluntario de la 2.ª Compañía «Bomba Cerrillos». Falleció en la madrugada del 23 de agosto de 1963, cuando regresaba de una emergencia y su carro sufrió un desperfecto mecánico. Al quedar detenidos en avenida Camino a Melipilla, los bomberos se bajaron del vehículo para intentar repararlo, pero un camión que pasó cerca de ellos perdió el control y los impactó. Como consecuencia del violento choque, varios voluntarios resultaron heridos, pero Navarro fue el único que murió.

### Eduardo Ramírez Mazzoni
Voluntario de la 1.ª Compañía «Bomba Eduardo Ramírez Mazzoni». Perdió su vida el 21 de agosto de 1953 al tratar de rescatar a dos ancianos que estaban aislados en el sector de Rinconada de Maipú como consecuencia del desborde de un canal. Ramírez intentó nadar hacia los ancianos, pero sucumbió ante la fuerza del agua.

### Gastón Palma Sepúlveda
Voluntario de la 1.ª Compañía «Bomba Eduardo Ramírez Mazzoni». Murió el 7 de enero de 1969 mientras mitigaba un incendio en el fundo Santa Teresa de avenida Pajaritos. Para poder transportar su tira durante la emergencia, Palma la enrolló en su cuerpo, pero esta se enredó en la rueda de un auto que iba en movimiento, ejerciendo una gran presión en su tórax. Debido al daño en sus pulmones, el voluntario fue llevado a la Posta Tres. Posteriormente fue derivado a la Posta Central, pero falleció antes de llegar.

## Oficialidad 2024-2025
La Oficialidad del Cuerpo de Bomberos de Maipú fue elegida el 15 de diciembre del año 2023 para el periodo 2024-2025 quedando los siguientes Oficiales Generales:
| Oficial             | Nombre                   | Compañía      |
| ------------------- | ------------------------ | ------------- |
| Superintendente     | Fernando Molina García   | 4.ª Compañía  |
| Vicesuperintendente | Néstor Silva Ducos       | 1.ª Compañía  |
| Comandante          | Claudio Salinas González | 1.ª Compañía  |
| 2do Comandante      | Francisco Marengo Epuñán | 4.ª Compañía  |
| 3er Comandante      | Cristofer Ramos Muñoz    | 7.ª Compañía. |
| Secretario General  | Lorena Saavedra García   | 6.ª Compañía  |
| Tesorero General    | Claudio Quezada Núñez    | 4.ª Compañía  |
| Director Honorario  | Raúl Fuentes Aránguiz    | 3.ª Compañía  |
| Director Honorario  | Mario Rodríguez Águila   | 1.ª Compañía  |

Los Oficiales de Compañía son elegidos en Asamblea de Bomberos por Compañía los 8 de diciembre cada dos años y pueden sufrir cambios posteriores en el respectivo periodo, ya sea por renuncia voluntaria o por actos disciplinarios.
| Compañía     | Director                  | Capitán                    |
| ------------ | ------------------------- | -------------------------- |
| 1.ª Compañía | Roberto Huerta Meneses    | Ricardo Becerra Bahamondes |
| 2.ª Compañía | Edwin Morales Almendras   | Marcelo Saavedra Meneses   |
| 3.ª Compañía | Juan Cisternas Manquián   | Raúl Caro Aravena          |
| 4.ª Compañía | Carlos Vilches Pinto      | Claudio Ramírez Arias      |
| 5.ª Compañía | Francisco Guecco Cerda    | Cristóbal García Díaz      |
| 6.ª Compañía | Rodrigo Garcés            | Yuri Morales García        |
| 7.ª Compañía | Jorge Cornejo             | Cristian Durán             |
| 8.ª Compañía | Eduardo Colipi Huenchunao | Nery Urzua Acevedo         |
| 9.ª Compañía | Giorgio Ortiz Virolde     | José Gutiérrez             |

## Especialidades
A mediados de los años 90 debido a la evolución constante del trabajo bomberil, el Cuerpo comenzó un proceso de fijar las especialidades de las Compañías que existían hasta ese momento. 
Todas las Compañías del Cuerpo ejercen una especialidad base y una especialidad extra, teniendo algunas más de 2 especialidades. Algunas de ellas mantienen sus especialidades desde su fundación y otras compañías después de ello.
- La Primera Compañía es agua desde su fundación. A mediados de los años 90 se adjudicó la especialidad de Rescate Vehicular.
- La Segunda Compañía es agua desde su fundación. Durante principios de los 2000 se adjudicó la especialidad de Material Peligrosos, siendo la única en el Cuerpo en tenerla y la única en el sector poniente de la Región Metropolitana.
- La Tercera Compañía es agua desde su fundación. A mediados de los 90 se adjudicó la especialidad de Rescate Vehicular. A principios de los 2000 se le agregó la especialidad de apoyo a rescate en desnivel.
- La Cuarta Compañía es Escala, Agua y Salvataje desde su fundación. A mediados de los años 90 se adjudicó la especialidad de “Salvamento”, un conjunto de subespecialidades, como el rescate con cuerdas, en agua, en espacios confinados y zonas agrestes. En el 2021 se adjudica la subespecialidad de Búsqueda y Rescate Agreste.
- La Quinta Compañía es agua desde su fundación. A principios de los 2000 se adjudica la especialidad de Rescate Vehicular. En el 2021 obtiene la subespecialidad de Abastecimiento. En el 2024 aumenta su capacidad en su unidad de rescate pasando a ser “Rescate Técnico Pesado”.
- La Sexta Compañía es agua desde su fundación. En el año 2010 se adjudica la especialidad de Rescate Vehicular.
- La Séptima Compañía es agua desde su fundación. En el 2010 se adjudica la especialidad de Escalas y en el 2016 se les agrega la especialidad de Rescate en Desnivel.
- La Octava Compañía es agua desde su fundación. En el 2021 se adjudica la especialidad de Rescate Vehicular.
- La Novena Compañía es agua desde su puesta en servicio y aun se mantiene sin ejercer ninguna otra especialidad.

## Material mayor
El parque automotriz del Cuerpo de Bomberos de Maipú se compone de 43 carros, los cuales se detallan a continuación:
| N.º | Tipo de carro            | Denominación | Automóvil                      | Año  |
| --- | ------------------------ | ------------ | ------------------------------ | ---- |
| 1   | Bomba                    | B1           | Iveco Magirus Eurocargo 160E30 | 2015 |
| 2   | Bomba segundo socorro    | BX1          | Renault Camiva Premium 210.18  | 2000 |
| 3   | Rescate Vehicular        | R1           | Iveco Magirus Eurocargo 160E30 | 2017 |
| 4   | Reliquia                 | Reliquia     | Berliet GAK200 Especial        | 1971 |
| 5   | Reliquia                 | Reliquia     | Mercedes Benz Carl Metz        | 1956 |
| 6   | Bomba                    | B2           | Iveco Magirus Eurocargo 160E30 | 2017 |
| 7   | Materiales Peligrosos    | H2           | Iveco Magirus Eurocargo 160E30 | 2015 |
| 8   | Cisterna                 | BT2          | Iveco Magirus Trakker AT260T50 | 2021 |
| 9   | Bomba                    | B3           | Iveco Magirus Eurocargo 160E30 | 2015 |
| 10  | Bomba segundo socorro    | BX3          | Renault Camiva Premium 210.18  | 2000 |
| 11  | Rescate Vehicular        | R3           | Iveco Magirus Eurocargo 160E30 | 2017 |
| 12  | Portaescala y Salvamento | Q4           | Spartan Metrostar              | 2016 |
| 13  | Bomba                    | B4           | Renault Camiva Midlum 220      | 2007 |
| 14  | Escala Telescópica       | M4           | Magirus Deutz 232D17           | 1982 |
| 15  | Bomba                    | B5           | Freightliner Iturri M2106      | 2012 |
| 16  | Rescate Vehicular        | RX5          | Iveco Magirus Eurocargo        | 2015 |
| 17  | Bomba                    | B6           | Iveco Magirus Eurocargo 160E30 | 2015 |
| 18  | Bomba segundo socorro    | BX6          | Renault Camiva S170            | 1991 |
| 19  | Rescate Vehicular        | R6           | Iveco Magirus Eurocargo 160E30 | 2017 |
| 20  | Bomba                    | B7           | KME Panther                    | 2023 |
| 21  | Bomba segundo socorro    | BX7          | Iveco Magirus Eurocargo 160E30 | 2015 |
| 22  | Portaescalas             | Q7           | Ferrara Cinder                 | 2019 |
| 23  | Bomba                    | B8           | Iveco Magirus Eurocargo 160E30 | 2015 |
| 24  | Cisterna                 | Z8           | Volkswagen 17250E              | 2012 |
| 25  | Rescate Vehicular        | R8           | Mercedes Rosenbauer Atego      | 2021 |
| 26  | Bomba                    | B9           | Iveco Magirus Stralis AD 190S  | 2020 |
| 27  | Cisterna                 | Z9           | Mack GU813E                    | 2012 |
| 28  | Transporte               | J9           | Nissan D21D CAB2.4             | 2007 |
| 29  | Bomba                    | BR           | Renault Camiva S170            | 1990 |
| 30  | Portaescala              | QR           | Mercedes Benz Vetter 1017      | 1978 |
| 31  | Transporte               | K2           | GMC Yukon XL 6.2 AUT           | 2017 |
| 32  | Transporte               | K4           | Ford Explorer XLT 3.5          | 2020 |
| 33  | Transporte               | X2           | Ford F350 XL                   | 2000 |
| 34  | Transporte               | K9           | Mercedes Benz O400 RSE         | 2001 |
| 35  | Transporte               | K10          | Chevrolet C30                  | 1971 |
| 36  | Transporte               | K3           | Nissan D22 Terrano             | 2011 |
| 37  | Ambulancia               | S1           | Chevrolet Silverado 4x4 6.6    | 2016 |
| 38  | Soporte                  | UT0          | Chevrolet NQR919 E5            | 2020 |
| 39  | Soporte                  | H0           | Chevrolet NPE E5               | 2020 |
| 40  | Soporte                  | X1           | Iveco                          | 1999 |
| 41  | Soporte                  | L0           | Chevrolet N400 Max 1.5         | 2025 |
| 42  | Soporte                  | L1           | Opel Vivaro 2.0 TD E6.4        | 2024 |
| 43  | Transporte               | K1           | Chevrolet Silverado 4WD        | 2025 |

## Eventos históricos del Cuerpo de Bomberos de Maipú
Dentro de 70 años de vida, al Cuerpo de Bomberos de Maipú le ha tocado atender diferentes eventos históricos del país, como la llegada del papa Juan Pablo II en 1987 y la del papa Francisco I en 2018. Las celebraciones del Lollapalooza Chile en 2022 y 2023. Recientemente, los Juegos Panamericanos Chile 2023. También otros eventos nacionales, como el Estallido Social de 2019, y los terremotos de 1985 y 2010.

## USAR Maipú
En el año 2003 la Comandancia del Cuerpo de Bomberos de Maipú da los primeros pasos en una nueva especialidad, la que sería una de las más importantes en el área de rescate, ya que este debe actuar en emergencias naturales como los terremotos, aluviones, etc. y también las generadas por el hombre como son los atentados terroristas, colapsos de estructuras, movimientos de terrenos, etc.
Entre el año 2003 y 2009 se realizaron 5 capacitaciones a nivel institucional, preparando a más de 100 bomberos en la primera intervención de esta especialidad, además de enviar los primeros bomberos a capacitarse a la Academia Nacional de Bomberos para certificarse en el curso de Rescate Urbano I.
Con el terremoto del 27F en Chile, el CBM pudo responder con profesionalismo ante esta emergencia, primero dentro de la jurisdicción y después apoyando con personal y unidades de rescate equipadas para este tipo de emergencias a la comuna de Curepto en la séptima región.
Según la orden del día N.°15 de Comandancia del 2 de julio del 2010, se crea el equipo de rescate urbano, compuesto por bomberos rescatistas de todas las compañías.
En el año 2011 el personal de Maipú en conjunto con los Cuerpos de Bomberos de La Granja y Metropolitano Sur inician el grupo Fuerza de Tarea ERU, comenzando a desarrollar capacitaciones y reuniones de trabajo, con el fin de lograr la certificación USAR bajo las pautas internacionales de INSARAG, ente que regula el trabajo de los equipos multidisciplinarios.
Después de 3 días de intenso trabajo, en enero del 2014 es acreditado este grupo en el Campus de la Academia Nacional de Bomberos, pasando de llamarse "Fuerza de Tarea ERU" a denominarse "USAR-ERU".
En febrero del 2016, por acuerdo del Directorio del Cuerpo de Bomberos de Maipú, el personal de rescate urbano se retira del grupo ERU y en consecuencia se crea el "USAR-MAIPU", con el fin de lograr la acreditación nacional para Maipú. 
Al 2025, el equipo USAR Maipú se encuentra en proceso de acreditación, siguiendo los lineamientos del Sistema Nacional de Operaciones (SNO), bajo las guías INSARAG para ser un Grupo de Búsqueda y Rescate Urbano de Nivel Mediano, realizando capacitaciones, ejercicios y reuniones de trabajo, teniendo como objetivo estar acreditado al tercer trimestre del año.